# Pallas (gruppo musicale)
I Pallas sono un gruppo musicale di rock progressivo scozzese. Fondati nel 1975, furono fra i gruppi di spicco del movimento neoprogressive insieme a Marillion, IQ, Pendragon e Twelfth Night.

## Storia
Il gruppo nacque come Pallas Athene (Pallade Atena) nel 1975. Nei primi anni ottanta furono uno dei gruppi di spicco del Marquee Club, un club londinese che era considerato un tempio della scena progressive degli anni 80. La prima pubblicazione del gruppo fu un LP autoprodotto dal titolo Arrive Alive. In seguito, la EMI assegnò ai Pallas il produttore Eddie Offord, già produttore di band come Yes e Emerson, Lake & Palmer. Con Offord i Pallas iniziarono la realizzazione del loro primo album, The Sentinel, una riproposizione in chiave fantascientifica del mito di Atlantide che riprendeva il materiale di Arrive Alive. Nei mesi successivi, tuttavia, il successo imprevisto dei Marillion causò un mutamento di politica della EMI, che decise di puntare in modo più deciso su di loro, riducendo i propri investimenti su altri gruppi, inclusi i Pallas. L'album The Sentinel fu pubblicato nel 1984 ma non ebbe promozione da parte della casa discografica, e di conseguenza nessun riscontro commerciale. Poco tempo dopo, Lowson abbandonò il gruppo.
Reclutato un nuovo cantante (Alan Reed, in precedenza con gli Abel Ganz), i Pallas incisero un EP dal titolo Knightmoves, e poi un secondo album dal titolo The Wedge. Nel frattempo, il fenomeno del neoprogressive stava tramontando, e i Pallas rimasero inattivi per numerosi anni (durante i quali, tuttavia, i loro lavori furono ripubblicati su CD). Il gruppo riemerse sulla scena nel 1998, con l'album Beat the Drum, dal timbro più vicino al progressive metal di gruppi come i Dream Theater. L'album suscitò nuovo interesse da parte del pubblico del progressive, e nel 2001 i Pallas replicarono con The Cross & the Crucible, anch'esso ben accolto. Nel 2005 pubblicarono The Dreams of Men, con la collaborazione del violinista Paul Anderson e il cantante lirico Pandy Arthur. Attualmente, sono sponsorizzati dall'etichetta indipendente tedesca Inside Out Music.

## Discografia
Album in studio
- 1984 - The Sentinel
- 1986 - The Wedge
- 1998 - Beat the Drum
- 2001 - The Cross And The Crucible
- 2011 - XXV

Live
- 1981 - Arrive Alive
- 2000 - Live our Lives
- 2003 - The Blinding Darkness
- 2005 - The Dreams Of Men
- 2005 - The River Sessions 1
- 2005 - The River Sessions 2

Raccolte
- 1986 - Knight Moves To Wedge
- 2002 - Mythopoeia